# 兵庫県道83号平野三木線
兵庫県道83号平野三木線（ひょうごけんどう83ごう ひらのみきせん）は、兵庫県神戸市西区平野町西戸田から志染町御坂を結ぶ県道（主要地方道）である。

## 概要
笠松峠から終点の手前まで4車線である。

### 路線データ
- 起点：神戸市西区平野町西戸田（西戸田交差点、国道175号交点）
- 終点：三木市志染町御坂（御坂交差点、兵庫県道38号三木三田線交点）
- 総延長：約3.014 km

## 歴史
- 1993年（平成5年）5月11日 - 建設省から、県道平野三木線が平野三木線として主要地方道に指定される[1]。

## 路線状況
神戸市西区
- 全線2車線で（兵庫県道65号神戸加古川姫路線と重複しているところは4車線）整備されている。

三木市

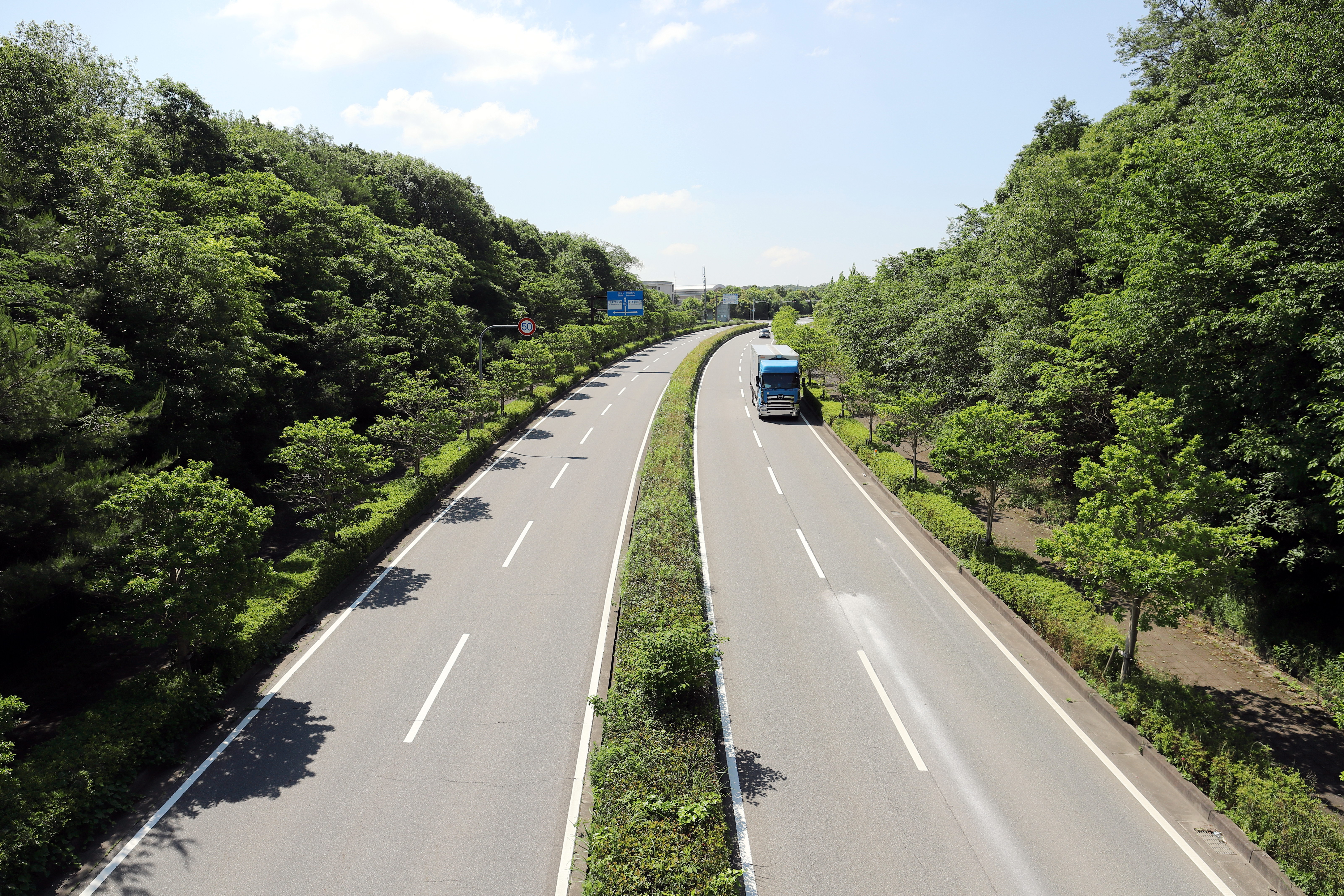
三木防災公園内を走る兵庫県道83号

- 笠松峠からは全線4車線であり、走りやすく、歩道も整備されている。また、三木防災公園の敷地内である。

### 重複区間
- 兵庫県道65号神戸加古川姫路線（神戸市西区押部谷町和田・藤原橋交差点 - 神戸市西区押部谷町高和・高和橋交差点）
- 兵庫県道38号三木三田線（三木市志染町窟屋・奥田橋東詰交差点 - 三木市志染町御坂）

## 地理

### 通過する自治体
- 神戸市（西区）
- 三木市

### 交差する道路

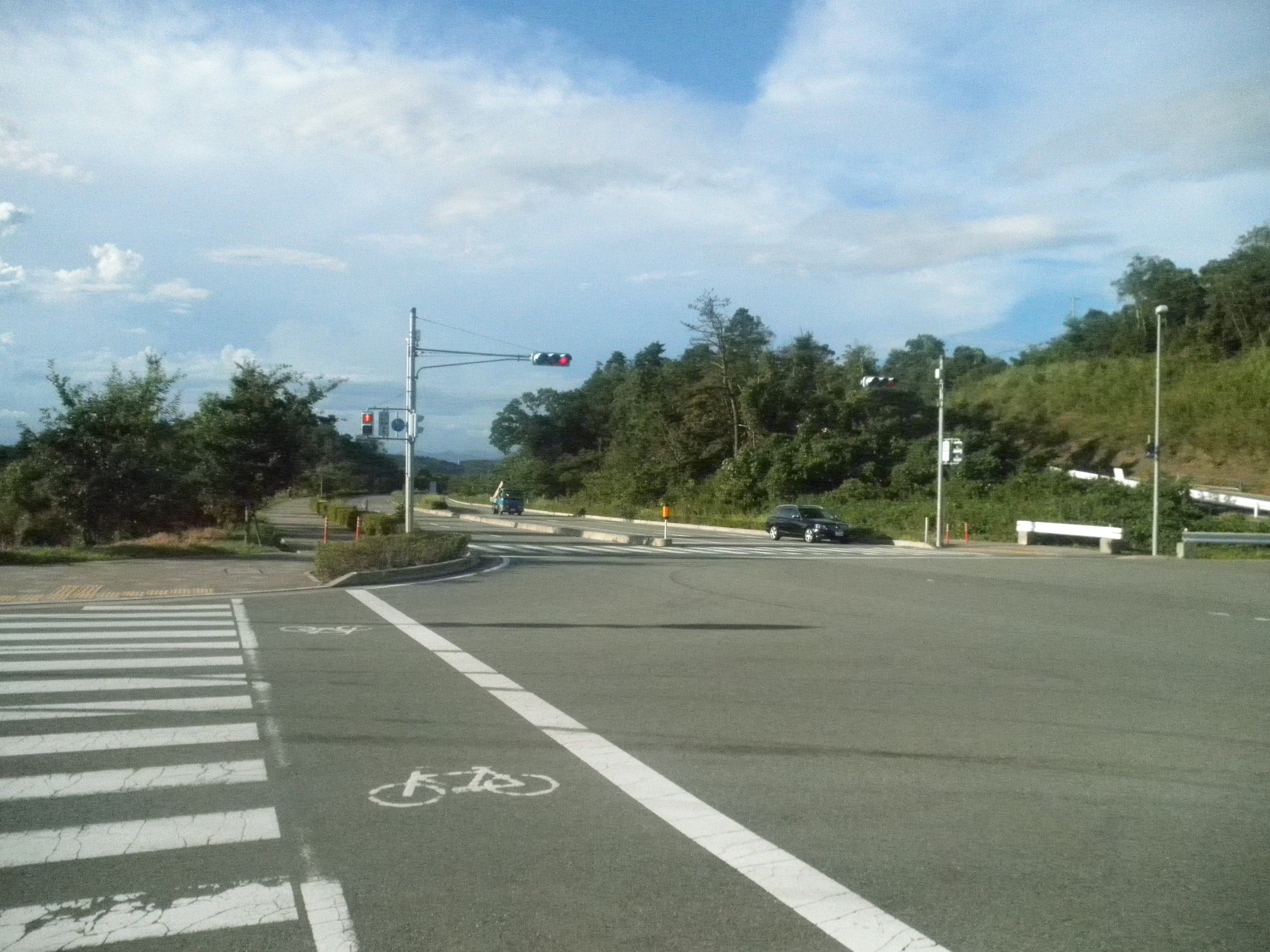
笠松峠からの4車線の区間
三木市志染町三津田

- 国道175号（国道427号重複）（神戸市西区平野町西戸田、起点）
- 兵庫県道65号神戸加古川姫路線（神戸市西区押部谷町和田・藤原橋交差点）
- 兵庫県道65号神戸加古川姫路線（神戸市西区押部谷町高和・高和橋交差点）
- 兵庫県道563号神出山田自転車道線
- 兵庫県道22号神戸三木線（神戸市西区押部谷町福住・西盛口交差点）
- 兵庫県道38号三木三田線（三木市志染町窟屋・奥田橋東詰交差点）
- 兵庫県道38号三木三田線・兵庫県道85号神戸加東線（三木市志染町御坂・御坂交差点、終点）

### 沿線にある施設など
- 三木防災公園